# James Pond in the Deathly Shallows
James Pond in the Deathly Shallows es un videojuego lanzado para iPhone, iPod y iPad, desarrollado y publicado por HPN Associates. Es el quinto juego de la serie y el primer James Pond que se lanzará para la franquicia en dieciocho años. El título es un juego de palabras con semejanza a Harry Potter y Las Reliquias de la Muerte.

## Recepción
La recepción del juego ha sido en gran parte negativa. Jim Sterling  dijo: "Es bastante despreciable, y no puedo advertir compañeros amantes de la serie de mantenerse lo más lejos de este pedazo de basura como sea posible". Incluso se colocó en segundo lugar en su lista de los peores partidos de 2012.